# Vladimír Petrů
Mons. Vladimír Petrů (6. října 1920, Senice na Hané – 15. května 2002 Moravec) byl český římskokatolický kněz, dlouholetý farář v Domašově u Brna a papežský kaplan.
V letech 1931 až 1939 vystudoval reálné gymnázium v Litovli a po maturitě vstoupil do brněnského kněžského semináře. Kněžské svěcení přijal 29. července 1945 v Brně, poté se stal kaplanem v Loděnici u Moravského Krumlova a od ledna 1946 tamním administrátorem. V listopadu 1947 byl přeložen do Pavlova u Mikulova, odkud také spravoval excurrendo farnost Klentnice. Od prosince 1951 vykonával základní vojenskou službu, kvůli komplikované zlomenině pravé nohy však byl v srpnu 1953 předčasně propuštěn k dalšímu léčení. Po uzdravení působil od srpna 1954 jako administrátor v Račicích, poté od května 1957 v Dolních Bojanovicích, odkud navíc spravoval excurrendo farnost Bavory, následně od února 1962 v Radešínské Svratce a od srpna 1971 ve farnosti v Brně-Židenicích. K 1. listopadu 1978 byl jmenován farářem v Domašově, kde zůstal až do své smrti, a děkanem rosického děkanství, jímž byl do roku 1996. Dne 5. dubna 2000 jej papež Jan Pavel II. jmenoval kaplanem Jeho Svatosti.